# Kettel-Club
Der Kettel-Club, auch Kettelclub, war ein Beat-Schuppen im Schauenburger Ortsteil Elgershausen. Überregional bekannt wurde der Musik- und Tanzveranstaltungsort durch eine Vielzahl von Liveauftritten national und international bekannter Musiker und Bands.

## Geschichte
Der Kettel-Club existierte ab 1962 als Musik- und Tanzraum für Jugendliche in Elgershausen, einem 1972 in der Gemeinde Schauenburg aufgegangenen Dorf in Nordhessen. Schon ab 1963 wurde dort Beatmusik gespielt. Die Musik galt als Ausdruck jugendlicher Subkultur, die gegen die bürgerlichen Werte rebellierte. Musik von Beat-Bands wie die Beatles, Rolling Stones und The Who wurden vom Diskjockey aufgelegt.
Zusätzlich traten dort live Bands auf, die im Kasseler Raum bekannt waren, wie Sonic, The Petards, The Stuards, The Ducks und die namensgebenden Kettels, aber auch international bekannte Bands wie The Rattles aus Hamburg, die englische Band The Smoke und die australische Band The Easybeats. Mit dem Aufkommen der Diskomusik und dem Ende der Beat-Ära wurde das Live-Musikprogramm 1974 eingestellt.
Dem Kettel-Club folgte 1983 die Diskothek Savoy-nouvel. Der Kettel-Club diente der Schriftstellerin Rebekka Knoll als Vorlage für ihren Roman Blaue Nächte (2020).